# Anguttara Nikaya
Anguttara Nikaya (aṅguttaranikāya; pol.: „Zbiór stopniowy”, „Rozprawy według liczb”) – tekst buddyjski, czwarty z pięciu nikaj (zbiorów) w Sutta Pitaka. Sutta Pitaka jest z kolei jednym z „trzech koszy”, które składają się na Kanon Palijski buddyzmu therawady. Ta nikaya zawiera kilka tysięcy rozpraw przypisanych Buddzie i jego głównym uczniom. Jest uporządkowany w 11 nipata (ksiąg). Numer księgi koresponduje z liczbą obiektów, których dotyczą zawarte w niej rozprawy.
Podobny zbiór, najwidoczniej przetłumaczony z wcześniejszej wersji, spisanej w innym indyjskim dialekcie, ukazuje się w chińskim Kanonie buddyjskim. Jest on znany jako Ekottara Agama (lub Ekottara-āgama-sūtra, chiń.: Zēngyī Ahánjīng (增一阿含經)).

## Tłumaczenia anglojęzyczne
- The Book of the Gradual Sayings, tłum. F. L. Woodward & E. M. Hare, 1932-6, 5 tomów, Pali Text Society[1]
- Nowe tłumaczenie autorstwa bhikkhu Bodhi jest przewidywane na rok 2009[2]

## Tłumaczenia tekstów wybranych z Anguttara Nikaya
- 1. oraz 3. nipata, tłum. E. R. J. Gooneratne, Ceylon, c1913
- 4. nipata, tłum. A. D. Jayasundare, London, 1925
- antologia; edycja i tłum. Nyanaponika, Buddhist Publication Society, Kandy, Sri Lanka; wydanie poprawione, uzupełnione i skorygowane przez Bodhi: Numerical Discourses of the Buddha, Altamira Press, Oxford/New York/Lanham, Maryland/Walnut Creek, California, 1999
- antologia; Handful of Leaves, tom 3, tłum. bhikkhu Thanissaro (rozprowadzane przez Sati Center for Buddhist Studies)

## Działy Anguttara Nikaya
Klasyfikacja w oparciu o liczbę opisywanych obiektów, z początku może wydawać się dziwna, ale w praktyce jest bardzo użyteczna. Na przykład jeżeli mgliście przypominamy sobie, że słyszeliśmy coś o „pięciu obiektach wartych codziennej kontemplacji” i chcielibyśmy odnaleźć odpowiedni ustęp Kanonu, to dobrym miejscem do rozpoczęcia poszukiwań będzie Księga Piątek w Anguttarze. Użyteczny może też okazać się indeks oparty na numerach.
Dokładna liczba sutt w Anguttara zależy od konkretnej edycji (ze Śri Lanki, tajskiej lub birmańskiej) i od sposobu, w jaki są numerowane. Jayawardhana pisze: „Mimo że tekst podaje, że zawiera 9557 sutt, obecna edycja (współczesna Tripitaka ze Śri Lanki) ma ich tylko 8777. Większość z nich, to zaledwie powtórzenia z dodanym gdzieniegdzie nowym słowem. Dlatego też liczba sutt różniących się treścią może być zmniejszona do niewiele ponad 1000”.
Bhikkhu Bodhi wylicza 2344 sutty, podczas gdy Webb 2308.

## 11 ksiąg (nipata)
- Księga jedynek
- Księga dwójek
- Księga trójek
- Księga czwórek
- Księga piątek
- Księga szóstek
- Księga siódemek
- Księga ósemek
- Księga dziewiątek
- Księga dziesiątek
- Księga jedenastek

## Sutty
Sutty w Anguttara są numerowane różnie w różnych edycjach Tipitaki. Poniższy spis oparty jest na angielskim tłumaczeniu Woodwarda i Hare The Book of the Gradual Sayings. Pełny indeks wraz z odniesieniami do innych edycji znajduje się na stronach Accesstoinsight.org. Tutaj fragment:
1. Księga jedynek
  1. AN 1.21-40: Sutty Ekadhamma – Pojedyncza rzecz. Budda wylicza dwadzieścia rzeczy, które pojedynczo odnoszą się do duchowej ścieżki.
  2. AN 1.31-40: Adanta Sutta – Nieposkromiony (fragmenty). Nic tak bardzo nie prowadzi do szczęścia, jak umysł, który został poskromiony.
  3. AN 1.45-46: Udakarahaka Sutta – Staw wodny. Różnice między czystym a zmąconym umysłem.
  4. AN 1.47: Mudu Sutta – Łagodny. Porównanie dla umysłu, który jest giętki.
  5. AN 1.48: Lahu-parivatta Sutta – Szybko zmieniający się w coś przeciwnego. Budda, zwykle tak biegły w znajdywaniu porównań, tutaj jest bezradny.
  6. AN 1.49-52: Pabhassara Sutta – Przejrzysty. Umysł jest z natury przejrzysty; niemądra osoba nie potrafi nawet dojrzeć, że jest przesłonięty przez skalania[7].

## Wartość Anguttara Nikaya
Tłumacz Bhikkhu Bodhi napisał: „W Anguttara Nikaya, osoby nie są redukowane do pięciu skupisk elementów i baz zmysłów, lecz są traktowane jako rzeczywiste centra żywego doświadczania, zaangażowane w płynące z głębi serc poszukiwanie szczęścia i wolności od strapień i cierpienia” (z wprowadzenia do Samyutta Nikaya)